# Ponte Alfred Beit
A ponte Alfred Beit é uma ponte rodoviária sobre o rio Limpopo, que liga as localidades de Musina e 
Beitbridge, respetivamente na África do Sul e Zimbabwe. 
Há no local uma ponte original também chamada Alfred Beit, que hoje é exclusivamente de tráfego ferroviário, e terminada em 1929 por Dorman Long. O nome é devido a Alfred Beit, um magnata dos diamantes e ouro. Essa ponte original custou 600.000 dólares e foi inaugurada pelo conde de Athlone em 31 de agosto de 1929.
A nova ponte rodoviária, paralela à primeira, foi construída em 1995.